# Bjørnøya (Bømlo)
Ne doit pas être confondu avec Île aux Ours.
Bjørnøya est une île norvégienne du comté de Hordaland appartenant administrativement à Bømlo.

## Description
Rocheuse et couverte d'arbres, elle s'étend sur environ 746 m de longueur pour une largeur approximative de 466 m.